# Constitutioneel eczeem

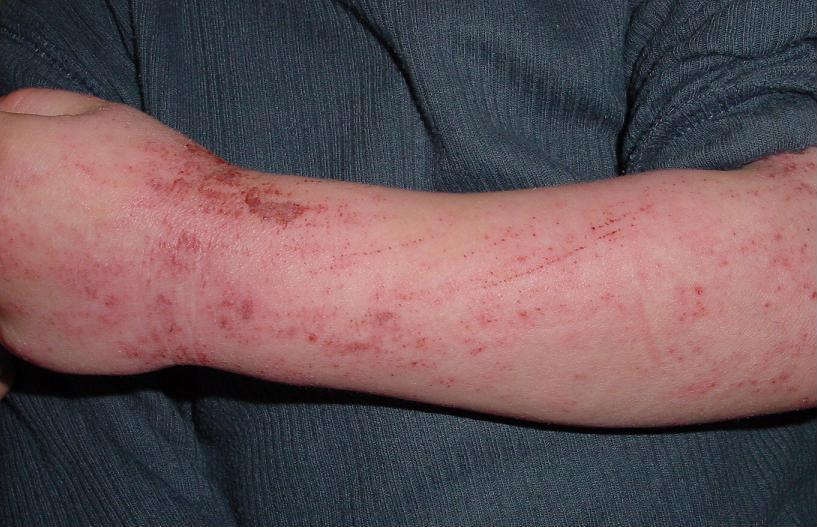
Constitutioneel eczeem bij arm van kind

Constitutioneel, atopisch eczeem of dauwworm (soms ook wel neurodermitis genoemd) is een vorm van eczeem die op elke leeftijd kan voorkomen. Het maakt deel uit van het atopisch syndroom waartoe ook astma, rinitis en bindvliesontsteking worden gerekend. Constitutioneel eczeem is een immuunziekte.
Bij veel mensen met constitutioneel eczeem is de aandoening in het eerste levensjaar ontstaan. Er verschijnt dan een rode, erg jeukende, vochtige uitslag van de huid. Vervolgens ontstaan blaasjes, papels, puistjes, kloofjes, schilfers en korstjes. In veel gevallen bevindt deze uitslag zich in het gezicht en tussen de hoofdharen, waarbij het "narcosekapgebied", het gebied rondom de mond en neus, meestal in mindere mate is aangedaan. Het eczeem kan zich echter ook uitbreiden naar andere lichaamsdelen. Deze aandoening komt bij ongeveer tien tot vijftien procent van de zuigelingen en peuters voor. De jeuk die het eczeem veroorzaakt zorgt voor veelvuldig huilen bij kinderen. Bij de meeste kinderen verdwijnt het eczeem rond de leeftijd van drie tot vier jaar.
Constitutioneel eczeem kan echter ook op latere leeftijd optreden. Dan zijn met name de buigzijden van de ledematen (zoals de kuit) aangedaan. In veel gevallen is er sprake van een erfelijke aanleg voor het ontwikkelen van een overgevoeligheid voor stoffen uit de omgeving, de allergenen, hoewel deze allergenen naar de laatste inzichten het eczeem zelf niet kunnen beïnvloeden. Ook kunnen niet-allergene prikkels, als warmte, droge lucht of (chemische) stoffen als zeep en wol het eczeem nadelig beïnvloeden. Ook stress heeft een negatieve invloed op de ernst van de huidaandoening.

## Filaggrine
In 2006 werd bekend dat mutaties in het gen voor de aanmaak van het huideiwit filaggrine het risico op het ontwikkelen van constitutioneel eczeem sterk verhogen. Er werden met name twee mutaties gevonden die in West-Europa bij ongeveer vijf procent van de mensen voorkomen en die de aanmaak van filaggrine sterk verstoren. Het eiwit filaggrine heeft een belangrijke functie in het vasthouden van vocht in de hoornlaag. Mensen met deze mutaties hebben vaak een droge huid. Droogheid van de huid vermindert de barrièrefunctie van de huid en is op zichzelf een oorzaak van jeuk. Overigens is de relatie niet een op een: er zijn veel mensen met eczeem zonder afwijkingen in het filaggrine-gen, en andersom. De aandoening vissenschubziekte komt vaak voor bij mensen met constitutioneel eczeem en blijkt door mutaties in hetzelfde gen, voor de aanmaak van filaggrine, veroorzaakt te worden.

## Invloed van allergie
Het eten van bepaalde producten kan tot verergering van het eczeem leiden. Dit is vrijwel uitsluitend het geval bij baby's. Iemand met constitutioneel eczeem kan namelijk tevens een voedselallergie hebben; beide zijn een uiting van een atopische aanleg. Alleen als een voedselallergie is gediagnosticeerd, zijn dieetmaatregelen zinvol. Koemelkproducten en kippeneieren zijn de voornaamste activators. Bij een deel van oudere kinderen en volwassenen kan het eczeem verergeren door geïnhaleerde allergenen zoals pollen of uitwerpselen van de huisstofmijt. Het verminderen van de hoeveelheid huisstofmijt in de omgeving heeft echter geen meetbaar effect op de eczeemactiviteit.

## Auto-immuunziekten
Er bestaat een verband tussen constitutioneel eczeem en auto-immuunziekten, waaronder vitiligo, syndroom van Sjögren, systemische lupus erythematodes, ziekte van Bechterew, coeliakie, ziekte van Crohn, colitis ulcerosa en reumatoïde artritis. De kans op het ontwikkelen van een of meerdere van deze aandoeningen is nog hoger wanneer iemand ook rookt of dat in het verleden heeft gedaan (behalve voor colitis ulcerosa).

## Therapie
Constitutioneel eczeem heeft een sterk wisselend verloop. De aandoening kan niet genezen worden, maar de frequentie en de ernst van de klachten kan wel zo laag mogelijk worden gehouden. Allereerst kunnen algemene maatregelen worden genomen. Zo kan om een te droge huid te voorkomen beter niet te heet of te lang worden gedoucht en wordt bij voorkeur alleen gebaad met badolie. Na het baden of douchen kan de huid ingesmeerd worden met een neutrale huidcrème, bij voorkeur op de nog enigszins vochtige huid. Het gebruik van zeep kan het beste worden geminimaliseerd. Contact met dierlijke huidproducten, zoals huisdieren, maar ook wollen kleding of donsveren, kan beter vermeden worden als men hiervan een verergering bemerkt. Het stofvrij maken van het huis wordt niet meer geadviseerd, zelfs niet als er een allergie is aangetoond.
Medicamenteus kan een crème of zalf met corticosteroïden worden voorgeschreven. Deze crèmes werken vaak goed op korte termijn, maar kunnen op lange termijn de huid zwakker maken. Het is belangrijk ze verstandig te gebruiken na goede instructie van de huisarts of dermatoloog. Tegen de jeuk kunnen antihistaminica worden voorgeschreven. Deze kunnen zorgen voor vermoeidheid en kunnen bij lang gebruik deprimeren. Bij ernstig atopisch eczeem en indien bovenvermelde middelen niet meer afdoende helpen, kunnen immuun-onderdrukkende middelen zoals ciclosporine en methotrexaat worden voorgeschreven. Deze middelen kunnen echter veel bijwerkingen hebben, waaronder verminderde functie van nieren en lever en een verhoogde bloeddruk. Teerpreparaten hebben een ontstekingsremmend en jeukstillend effect, maar worden nog maar weinig toegepast bij de behandeling van constitutioneel eczeem.
Constitutioneel eczeem bij kinderen verdwijnt in veel gevallen rond het vierde levensjaar. Een studie vond een lagere kans op atopisch eczeem bij kinderen in relatie tot het gebruik van biologische zuivel.

## Patiëntenvereniging
Er is een Vereniging  voor Mensen met Constitutioneel Eczeem.